# ملورن (کانزاس)
ملورن (به انگلیسی: Melvern) شهری در ایالت کانزاس کشور ایالات متحده آمریکا است که جمعیت آن در سرشماری سال ۲۰۱۰ میلادی، ۳۸۵ نفر بوده‌است.